# ایسورانا
ایسورانا (به لاتین: Isorana) یک منطقهٔ مسکونی در ماداگاسکار است که در ایساندرا واقع شده‌است. ایسورانا ۸۵٫۳۶ کیلومتر مربع مساحت و ۱۵٬۴۷۲ نفر جمعیت دارد و ۱٬۱۲۳ متر بالاتر از سطح دریا واقع شده‌است.